# Zigeunerweisen
Zigeunerweisen är ett musikstycke för fiol och piano (senare också för violin och orkester), op. 20 komponerat av Pablo Sarasate. Kompositionen är ett potpurri över ungerska folkmelodier, bland annat Mustalainen.